# Шербрукский университет
Шербрукский университет — университет в канадской провинции Квебек с тремя отдельными кампусами. Находится в городе Шербрук, области Эстри. В 2007 году в университете учились 35 000 студентов и работали 3 200 преподавателей.

## История
Университет Шербрука был основан из желания учредить франкоязычный университет в исторически англоговорящей местности, которая утратила англоязычное большинство к концу XIX века. Это первый франкоязычный университет провинции Квебек, основанный за пределами крупных городов французской колониальной эпохи (Квебека и Монреаля). Первые лекции в универистете начались 1 сентября 1954 года. Первоначально в преподавании был силён религиозный (католический) компонент, но в 1960-х годах по мере секуляризации Квебека количество преподавателей-священников было сильно сокращено. Однако Факультет теологии до сих пор остаётся под контролем Католической церкви.

## Подразделения университета
Университет Шербрука состоит из следующих факультетов.
1. Факультет управления
2. Факультет образования
3. Инженерный факультет
4. Факультет права
5. Гуманитарный факультет
6. Медицинский факультет
7. Факультет спорта и физического воспитания
8. Факультет науки
9. Факультет теологии, этики и философии

## Академические программы
Университет расположен в Аппалачских горах. Университет предлагает множество образовательных программ для получения степеней бакалавра, магистра или доктора. Это единственный университет в Квебеке, и один из немногих мире, предлагающих получение степени бакалавра права и степени магистра в управлении бизнесом в единой программе. Студенты могут выбрать специализацию в одной из следующих инженерных дисциплин: инженер-химик, инженер-строитель, электроинженер, компьютерный инженер, биологический инженер и инженер-механик.

## Рейтинг в Канаде
Исследование, опубликованное в ноябре 2006 года в ежедневной газете The Globe and Mail, показало, что университет Шербрука имеет высокие позиции в следующих областях: прекрасная репутация, качество студенческой жизни, технологические ресурсы предлагаемые студентам, подготовка к карьере, качество образования, и услуги для студентов. Количество студентов университета продолжает расти. Руководство университета продолжает работать над повышением качества жизни студентов за пределами учебных аудиторий, например с руководством города Шербрук была достигнута договорённость о бесплатном проезде для студентов в общественном транспорте.